# Cadillac GT4
Der Cadillac GT4 ist ein Kompakt-SUV des Automobilherstellers Cadillac.

## Geschichte
Erste Bilder des 4,63 Meter langen Fahrzeugs wurden im November 2022 vom chinesischen Ministerium für Industrie und Informationstechnologie im Rahmen des Homologationsprozesses veröffentlicht. Seit Mai 2023 wird es in China verkauft. Die Produktion erfolgt in Dongyue bei SAIC-GM, eine Vermarktung außerhalb Chinas scheint nicht geplant zu sein. Die Technik teilt sich der GT4 mit dem Buick Envision S. Der 2018 vorgestellte XT4 ist ähnlich lang, aber rund zehn Zentimeter höher. Er wird zudem in Nordamerika und Europa vermarktet.

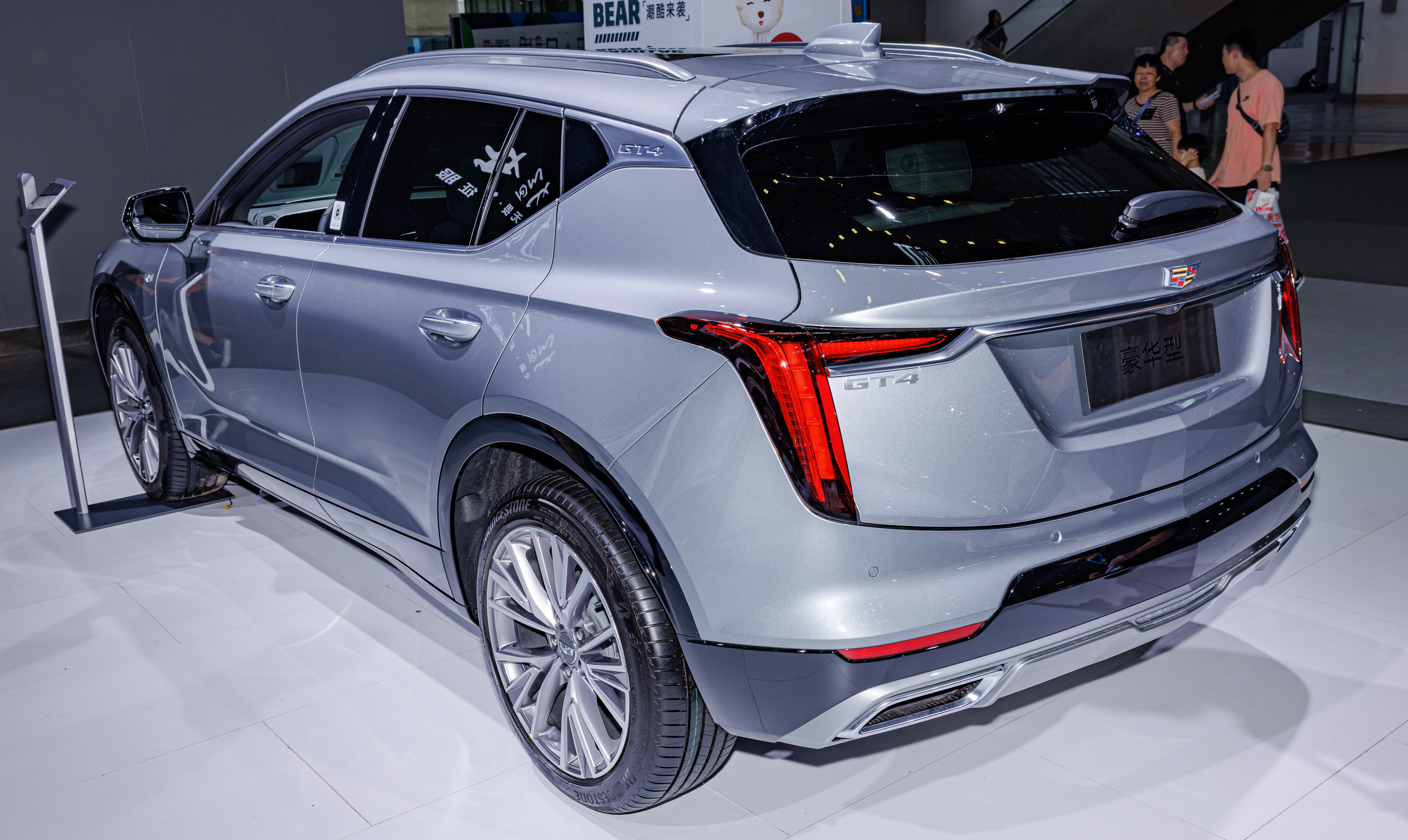
Heckansicht
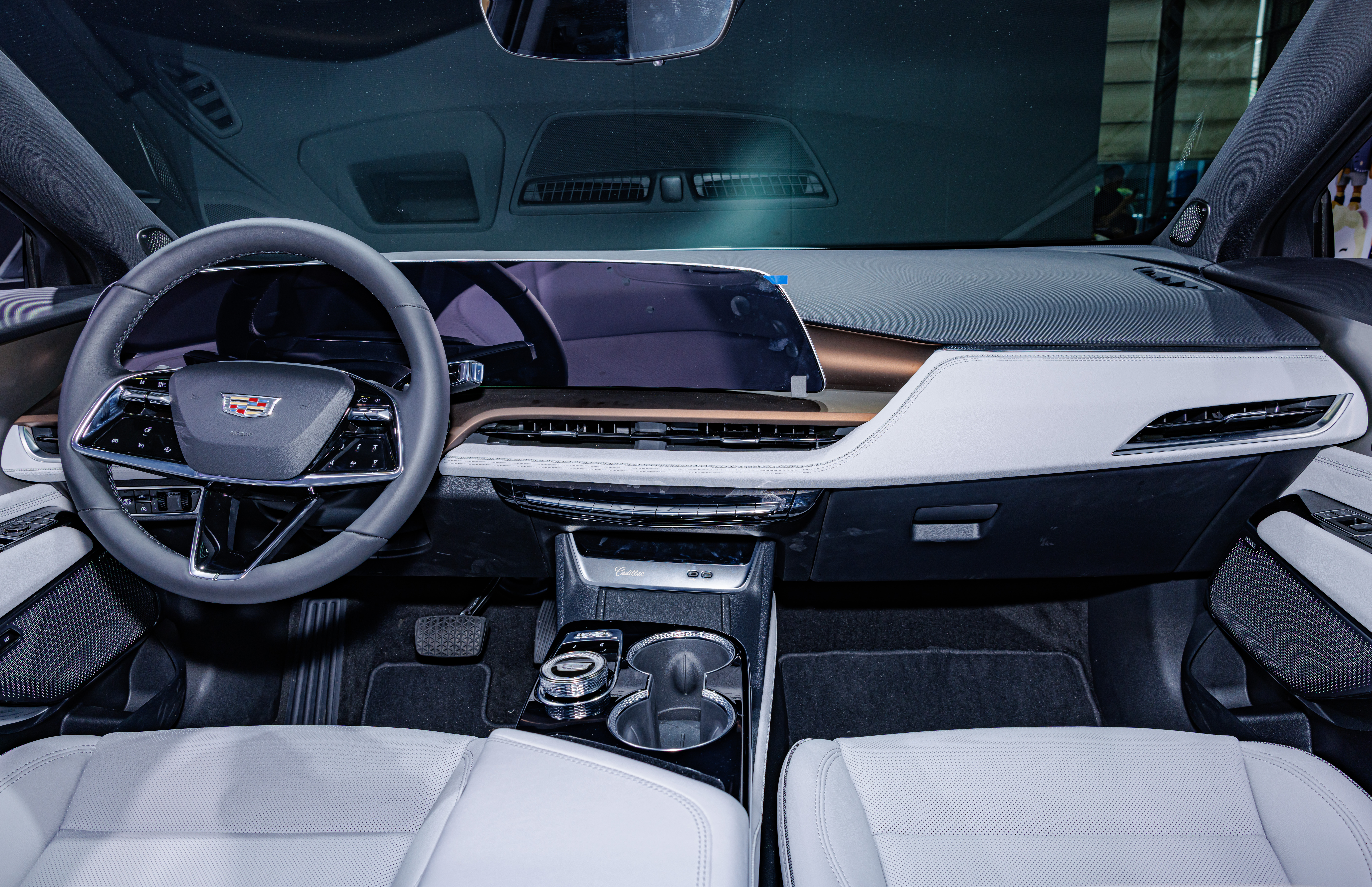
Innenansicht

## Technische Daten
Angetrieben wird der Wagen entweder von einem 1,5-Liter-Ottomotor mit 155 kW (211 PS) mit Vorderradantrieb oder einem 2,0-Liter-Ottomotor mit 174 kW (237 PS) mit Allradantrieb. Beide haben einen Turbolader, ein 48-Volt-Bordnetz und ein 9-Stufen-Automatikgetriebe.
|                                                      | 25T                        | 28T                        |
| ---------------------------------------------------- | -------------------------- | -------------------------- |
| Bauzeitraum                                          | seit 05/2023               | seit 05/2023               |
| Motorkenndaten                                       |                            |                            |
| Motorart                                             | Ottomotor                  | Ottomotor                  |
| Motorbauart                                          | R4                         | R4                         |
| Hubraum                                              | 1498 cm³                   | 1998 cm³                   |
| Motoraufladung                                       | Turbolader                 | Turbolader                 |
| max. Leistung bei min−1                              | 155 kW (211 PS) / 5500     | 174 kW (237 PS) / 5000     |
| max. Drehmoment bei min−1                            | 270 Nm / 1750–4500         | 350 Nm / 1500–4000         |
| Kraftübertragung                                     |                            |                            |
| Antrieb, serienmäßig                                 | Vorderradantrieb           | Allradantrieb              |
| Getriebe, serienmäßig                                | 9-Stufen-Automatikgetriebe | 9-Stufen-Automatikgetriebe |
| Messwerte                                            |                            |                            |
| Höchstgeschwindigkeit                                | 205 km/h                   | 210 km/h                   |
| Beschleunigung, 0–100 km/h                           | 8,8–8,9 s                  | 7,8 s                      |
| Leergewicht                                          | 1610–1660 kg               | 1760 kg                    |
| Tankinhalt                                           | 60 l                       | 61 l                       |
| Kraftstoffverbrauch nach CLTC auf 100 km, kombiniert | 6,7–6,8 l Super            | 7,5 l Super                |
| Abgasnorm                                            | China VIb                  | China VIb                  |